# Friedrich Scharr
Die Friedrich Scharr KG (Eigenschreibweise: SCHARR) ist ein Energiehandelsunternehmen mit Hauptsitz in Stuttgart-Vaihingen.

## Unternehmensprofil
Das Unternehmen ist ein in vierter Generation geführtes Familienunternehmen, wurde 1883 gegründet und zählt mittlerweile zu den führenden konzernfreien Energiehandelsunternehmen im süddeutschen Raum. Insgesamt beschäftigt die Unternehmensgruppe über 900 Mitarbeiter an 24 bundesweiten Niederlassungen, die rund 250.000 Kunden in Privathaushalten, Gewerbe und Industrie mit Energie versorgen.
Die  Gruppe besteht aus der Friedrich Scharr KG als Muttergesellschaft sowie diversen Tochtergesellschaften. Tätigkeitsschwerpunkte sind der Handel mit diversen Energieträgern wie Heizöl, Flüssiggas, Ökostrom, Erdgas und Holzpellets sowie Betriebsstoffen wie Schmierstoffe, Chemieprodukte, Gerätebenzin, Aerosole und Sondergase. Hinzu kommen technische Aktivitäten wie Haustechnik, Industrieanlagenbau, Wasser- und Abwassertechnik, Brennertechnik, Gebäudeautomation sowie Schaltanlagenbau. Darüber hinaus gehören zur Unternehmensgruppe weitere Beteiligungen in verwandten Geschäftsbereichen.

## Geschichte
Das Familienunternehmen wurde 1883 durch Johann Friedrich Scharr als Kohlehandel gegründet. 1904 ging das Geschäft an seinen Sohn Gottlieb Friedrich Scharr über, der das Kohlegeschäft ausbaute. 15 Jahre später trat sein Bruder Eugen Scharr als Gesellschafter in das Unternehmen ein, übernahm die Geschäftsführung und erwarb 1921 die Lizenz für den Großhandel. Nach dem plötzlichen Tod von Eugen Scharr im Jahr 1935, übernahm mit Otto Friedrich Scharr die dritte Generation den Familienbetrieb. Der Unternehmenssitz befand sich zu dieser Zeit in der Hindenburgstraße 13. Einen Meilenstein stellte der Erwerb eines großen Lagergeländes am Bahnhof in Stuttgart-Vaihingen im Jahr 1939 dar, das bis heute noch der Hauptsitz des Unternehmens ist. 1944 wurde Otto Scharr zum Leiter der Fachgruppe Kohlengroßhandel innerhalb der Rechsgruppe Groß- und Außenhandel im Rahmen der Reichswirtschaftskammer bestellt.
In den 1950er Jahren wurde das Unternehmen durch Diversifizierung breiter aufgestellt. So wurde neben dem Ausbau des Kohlegeschäfts auch der Handel mit Heizöl (1951) und Flüssiggas (1953) aufgenommen. Die neuen Energieträger eröffneten Scharr ein weiteres Geschäftsfeld, da Heizungen umgerüstet werden mussten. Aus diesem Grund baute das Unternehmen 1955 ein Angebot an Serviceleistungen rund um die Heiz‐ und Wärmetechnik auf. 1964 erfolgte eine räumliche Expansion mit dem Aufbau des Flüssiggas-Geschäfts in Bayern. Mit dem Einstieg in den Chemie- und Schmierstoffhandel erweiterte Scharr Anfang 1970 seine Aktivitäten. 1980 wurde Werner Pfäffle (Schwiegersohn von Otto Friedrich Scharr) neben Otto Friedrich Scharr zum geschäftsführenden Gesellschafter. Nach der deutschen Wiedervereinigung weitete Scharr von 1990 seinen Flüssiggasvertrieb in die neuen Bundesländer aus. Mit Rainer Otto Friedrich Scharr trat 1992 die vierte Familiengeneration in das Unternehmen ein. 1995 gründete Scharr zusammen mit der Jet Tankstellen Deutschland GmbH das Joint Venture GKG Mineraloel Handel GmbH & Co. KG.
Im Jahr 1996 wurde Rainer Otto Friedrich Scharr zum geschäftsführenden Gesellschafter und führt seit 2013 das Familienunternehmen als alleiniger Komplementär mit drei weiteren Mitgliedern der Geschäftsleitung. 2011 wird das Unternehmen Namensgeber der Sportveranstaltungshalle Scharrena Stuttgart. Durch die Inbetriebnahme des neuen Tanklagergebäudes mit eigener Misch- und Abfüllanlage 2012 erweiterte die Scharr-Gruppe den Bereich Schmierstoffe.

## Kartell
Im Dezember 2007 verhängte das Bundeskartellamt ein Bußgeld von insgesamt knapp 208 Mio. Euro gegen ein Kartell von 10 Flüssiggasunternehmen, zu denen auch Scharr gehörte. Eine Pressemitteilung des Bundeskartellamts zitiert den Präsidenten Bernhard Heitzer:

„Durch die Kundenschutzabsprachen wurden die Verbraucher über viele Jahre hinweg in erheblicher Weise geschädigt. Dies gilt gerade für die Kunden, die einen Miettank der etablierten Flüssiggasanbieter nutzen. Sie waren den überhöhten Preisen schutzlos ausgeliefert.“

Friedrich Scharr hat Einspruch gegen den Bußgeldbescheid eingelegt. Am 15. April 2013 verkündete der 4. Kartellsenat des Oberlandesgerichts Düsseldorf nach 132 Verhandlungstagen sein Urteil. Insgesamt wurden gegen fünf Unternehmen Bußgelder in Höhe von 244 Mio. Euro verhängt. Friedrich Scharr legte Rechtsbeschwerde gegen das Urteil beim Bundesgerichtshof ein.
2020 wurde das Verfahren beendet. Gegen 7 Flüssiggasunternehmen, darunter Scharr, wurden Bußgelder in Höhe von insgesamt 40 Mio. Euro verhängt.

## Sponsoring
Die Unternehmensgruppe engagiert sich schwerpunktmäßig in Stuttgart und Umgebung. Sie ist der Namensgeber der Scharrena Stuttgart (Sporthalle in der Untertürkheimer Kurve der Mercedes-Benz Arena). Außerdem ist sie Sponsor von Allianz MTV Stuttgart (Volleyball, Damen, 1. Bundesliga), des TVB 1898 Stuttgart (Handball, 1. Bundesliga) und des SV Vaihingen (Fußball, Bezirksliga).
Im Jahr 1998 wurde die Otto F. Scharr-Stiftung gegründet, deren Zweck in der Förderung von Wissenschaft und Forschung, Bildung und Erziehung, Kunst und Kultur ebenso wie in der Unterstützung des Heimatgedankens und von mildtätigen Ausgaben liegt. Außerdem vergibt die Stiftung gemeinsam mit der Universität Stuttgart seit 2008 den Otto F. Scharr-Preis für Energietechnik.
Zudem ist Scharr seit 2014 Partner der Jazzopen Stuttgart und neutralisiert, durch die Unterstützung eines von der UNFCCC zertifizierten Klimaschutzprojekts in Darfur im Sudan, die zu erwartenden CO2-Emissionen der Veranstaltung.